# Komunistyczna Partia Nepalu (Zjednoczenie Marksistowskie)
Komunistyczna Partia Nepalu (Zjednoczenie Marksistowskie) (नेपाल कम्युनिस्ट पार्टी (संयुक्त मार्क्सवादी)) –  komunistyczna partia działająca w Nepalu w latach 2005–2013.

## Historia
Partia została założona poprzez połączenie Komunistycznej Partii Nepalu (Zjednoczonej) i Komunistycznej Partii Nepalu (Marksistowskiej) we wrześniu 2005. Przewodniczącym partii został wówczas Prabhu Narayan Chaudhari, a Biuro Polityczne partii liczyło 14 członków, zaś jej Komitet Centralny liczył 34 członków. Lider partii Prabhu Narayan Chaudhari był od maja 2006 roku ministrem w
ministerstwie ds. reformy rolnej i zarządzania w piątym rządzie Girija Prasad Koirala jako przedstawiciel Zjednoczonego Frontu Lewicowego. Z funkcji przewodniczącego partii, zrezygnował 15 października 2006 roku w wyniku kryzysu wewnątrzpartyjnego wraz z 9 innymi członkami Biura Politycznego. Nowym sekretarzem generalnym partii został wówczas Lok Narayan Subedi, który zastąpił Bishnu Bahadura Manandhara.
W kwietniu 2013 roku Komunistyczna Partia Nepalu (Zjednoczenie Marksistowskie), połączyła się z pięcioma innymi partiami i utworzyła Komunistyczną Partię Nepalu, która uzyskała rejestrację umożliwiającą jej udział w wyborach do Zgromadzenia Konstytucyjnego w 2013 roku.